# Los Artones
Los Artones är en ort i Mexiko.   Den ligger i kommunen Contepec och delstaten Michoacán de Ocampo, i den sydöstra delen av landet, 130 km väster om huvudstaden Mexico City. Los Artones ligger 2 214 meter över havet och antalet invånare är 421.
Terrängen runt Los Artones är huvudsakligen kuperad, men den allra närmaste omgivningen är platt. Terrängen runt Los Artones sluttar västerut. Runt Los Artones är det ganska tätbefolkat, med 96 invånare per kvadratkilometer. Närmaste större samhälle är El Oro de Hidalgo, 17,6 km sydost om Los Artones. I omgivningarna runt Los Artones växer huvudsakligen savannskog.